# Пастка часу
«Пастка часу» (англ. Time Trap) — американський науково-фантастичний фільм, знятий режисером Беном Фостером і Марком Деннісом. Прем'єра фільму відбулася на Міжнародному кінофестивалі в Сіетлі 19 травня 2017 року. У США фільм вийшов 2 листопада 2018 року.

## Сюжет
Професор археології Гоппер розшукує в печерах у віддаленому районі Техасу своїх зниклих без вісти багато років тому батьків-хіпі, які, в свою чергу, шукали там міфічний Фонтан молодості. Він повідомляє своїм студентам, До печер він повертається один, і проходить всередину через в'язку желеподібну прозору масу. Він бачить попереду людину в ковбойському костюмі з револьвером, що йде всередину печери, і йде слідом за ним.
Однак студенти Тейлор і Джекі разом зі своєю подругою Карою, її молодшою сестрою вівса і другом сестри Фьорбі наступного дня вирішують почати пошуки самого Гоппера, який так і не повернувся. Група спускається до печери, також зустрівши по шляху якусь в'язку прозору перешкоду, а Фьорбі чекає їх нагорі. Раптово мотузки рвуться, Тейлор і Джекі падають, при цьому Джекі ранить ногу, а Тейлор ламає пальці на руці. З глибини печер чуються крики і ревіння, а потім по рації пробивається крик Фьорбі, який кличе на допомогу. Група йде далі і бачить вихід з печери високо вгорі. Кара з прикріпленою відеокамерою по виступах на стіні вибирається нагору, однак бачить мляву поверхню, що змінилася, а також пилову бурю, що насувається і величезну космічну станцію трикутної форми в небі. Вона спускається донизу і розповідає про побачене, при цьому решта групи, що залишалися внизу кажуть, що по їх відчуттям Кара була відсутня тільки дві секунди, хоча на її відеокамері записано близько півгодини. Також група знаходить труп Фьорбі і його відеокамеру, з якої вони розуміють, що Фьорбі чекав їх біля печери декілька днів, а потім спробував спуститися, але його мотузка також обірвалася. Компанія розуміє, що вони потрапили в розрив в просторово-часовому континуумі: в печері час проходить набагато повільніше, ніж на поверхні, де, як видно, минули вже сотні років. Їх мотузки, втім, обривалися через тертя, оскільки на поверхні проходили роки, поки вони спускалися. Також на камері Фьорбі вони бачать, що він залишився живий після падіння, але до нього підійшла і вбила його якась істота.
Хлопці вирішують заново спробувати вибратися на поверхню, Кара починає підйом. У цей момент в отвір опускається труба, яка трансформується в драбину і по ній спускається високий чоловік в скафандрі, що моментально присипляє нападаючу на нього печерну людину. Молодь, злякавшись, біжить галереями печери. В одній з печер група зустрічає печерних людей поруч з трупом ковбоя з револьвером. Там же лежать тіла молодих батьків Гоппера, яких діти упізнаються за їх старими фотографіями. Зав'язується бійка, в якій Тейлора важко ранять. Решта біжать назад до верхнього виходу, але звідти раптово спускається високий чоловік у скафандрі. Він знешкоджує печерних людей, що нападають, хоча їм вдається зірвати з нього шолом, і відтягує Тейлора в кам'яний басейн з водою. Сам же незнайомець, що говорить незрозумілою хлопцям мовою, вмирає, мабуть, не витримавши земного повітря. Перед смертю він показує хлопцям трансляцію, в якій повідомляється про те, що в майбутньому люди змушені будуть покинути Землю через зміну природних умов.
Тейлор після перебування у воді оживає, і незабаром хлопці здогадуються, що вода в печері і є вода Фонтана молодості. Вони кладуть тіло Фьорбі до води, а Джекі виліковує свою ногу. Тейлор проходить далі і знаходить пораненого Гоппера і декількох поранених печерних людей, а поруч ще більш густу прозору масу, за якою знаходиться власне Фонтан молодості. У вузький масі в нерухомості перебуває безліч людей конкістадорів, які борються з печерними людьми.
Печерній дівчинці, яка поливає рани своїх батьків, вдається оживити їх, і печерні люди знову нападають на Гоппера і Тейлора. Гоппер наказує Тейлору тікати, але бере його револьвер. Хлопці біжать до верхнього виходу і за допомогою драбини, що висувається людиною в скафандрі лізуть доверху, при цьому вихід виглядає тепер як маса води. Коли Кара досягає води, павукоподібні руки витягують її назовні, а за іншими спускаються щупальцеподібні джгути.
У фінальній сцені Гоппер, Фьорбі та батьки і сестра Гоппера оговтуються в невеликих басейнах з водою. Вони знаходяться на космічній станції, з якої видно Землю. Входять Тейлор та інші в іншому одязі і кажуть прийшовши до тями, що їм багато чого є розповісти їм.

## У ролях
| Актор             | Роль           |
| ----------------- | -------------- |
| Ендрю Вілсон      | Гоппер         |
| Кессіді Гіффорд   | Кара           |
| Бріанна Гові      | Джекі          |
| Рейлі МакКлендон  | Тейлор         |
| Олівія Драгусевич | Вівс           |
| Макс Райт         | Фьорбі         |
| Ганс Марреро      | Зберігач       |
| Річ Скідмор       | Річ Пінтауро   |
| Кріс Стерджон     | Батько Гоппера |

## Критика
На сайті-зібранні Rotten Tomatoes фільм має рейтинг 58 % на підставі 12 критичних відгуків .